# Ciclismo nos Jogos Olímpicos de Verão de 2024
As competições de ciclismo nos Jogos Olímpicos de Verão de 2024 em Paris, na França, aconteceram em cinco locais distintos: Trocadéro para a corrida de estrada e Ponte Alexandre III para o contrarrelógio; Velódromo de Saint-Quentin-en-Yvelines para o ciclismo de pista e corrida de BMX; Colina d'Élancourt para o mountain bike; e Praça da Concórdia para o BMX estilo livre. As dispitas foram realizadas de 27 de julho a 11 de agosto, com vinte e dois eventos nas cinco modalidades.
Um total de 532 vagas foram contempladas em 2024, com igualdade entre homens e mulheres pela primeira vez na história do esporte, alcançando a meta de igualdade de gênero como um dos objetivos ratificados pela União Ciclística Internacional (UCI). Tendo já sido conquistada no ciclismo de montanha, corrida de BMX e BMX estilo livre no programa de Tóquio 2020, foram instituídas várias alterações significativas no ciclismo de estrada e pista, com algumas vagas do contingente masculino transferidas para o feminino e com o número de ciclistas na prova de velocidade feminina por equipes aumentando de dois para três integrantes. Seguindo as recomendações da Agenda 2020 do Comitê Olímpico Internacional, o ciclismo teve quatorze vagas a menos com relação a edição interior. No entanto, a distribuição de uma vaga extra ao ciclismo de pista e seis para o BMX estilo livre compensou em parte a diminuição moderada das vagas de ciclismo oferecidas nestes Jogos.
Apesar da diminuição das cotas, o ciclismo contou com um total de vinte e duas provas de medalhas em cinco modalidades, mesma quantidade de Tóquio 2020. As competições continuaram acontecendo todos os dias entre as cerimônias de abertura e encerramento, com algumas mudanças de programação com relação a edição anterior: os medalhistas de contrarrelógio individual masculino e feminino foram definidos no primeiro dia da competição.

## Qualificação
Como país anfitrião, a França reservou uma vaga para homens e mulheres nas corridas de BMX, BMX estilo livre e mountain bike; e mais duas nas corridas de estrada masculina e feminina. Se um ou dois ciclistas franceses se qualificassem direta e regularmente, as vagas seriam realocadas para os próximos Comitês Olímpicos Nacionais (CON) elegíveis com classificação mais alta nos eventos mencionados, com base na lista do Ranking Mundial da UCI até 17 de outubro de 2023.
Cerca de noventa por cento do total de vagas foram atribuídas através do Ranking Mundial UCI de suas respectivas disciplinas, com algumas vagas oferecidas para os ciclistas nos Campeonatos Mundiais da UCI em 2023 e nos torneios continentais de qualificação (África, Ásia e Américas).

## Calendário
A primeira semana dos Jogos foi reservada para as disputas no ciclismo de estrada, mountain bike e BMX (corrida e estilo livre). Na segunda semana as competições do ciclismo ficaram concentradas nos eventos de pista.
| E | Eliminatórias | ¼ | Quartas de final | R | Repescagem | ½ | Semifinais | F | Final |

| DataEvento                   | Sáb 27 jul | Dom 28 jul | Seg 29 jul | Ter 30 jul | Qua 31 jul | Qui 1 ago | Qui 1 ago | Sex 2 ago | Sex 2 ago | Sáb 3 ago | Dom 4 ago |
| ---------------------------- | ---------- | ---------- | ---------- | ---------- | ---------- | --------- | --------- | --------- | --------- | --------- | --------- |
| BMX                          |            |            |            |            |            |           |           |           |           |           |           |
| Estilo livre masculino       |            |            |            | E          | F          |           |           |           |           |           |           |
| Corrida masculina            |            |            |            |            |            | ¼         | LC        | ½         | F         |           |           |
| Estilo livre feminino        |            |            |            | E          | F          |           |           |           |           |           |           |
| Corrida feminina             |            |            |            |            |            | ¼         | LC        | ½         | F         |           |           |
| Mountain bike                |            |            |            |            |            |           |           |           |           |           |           |
| Cross-country masculino      |            |            | F          |            |            |           |           |           |           |           |           |
| Cross-country feminino       |            | F          |            |            |            |           |           |           |           |           |           |
| Ciclismo de estrada          |            |            |            |            |            |           |           |           |           |           |           |
| Corrida em estrada masculina |            |            |            |            |            |           |           |           |           | F         |           |
| Contra o relógio masculino   | F          |            |            |            |            |           |           |           |           |           |           |
| Corrida em estrada feminina  |            |            |            |            |            |           |           |           |           |           | F         |
| Contra o relógio feminino    | F          |            |            |            |            |           |           |           |           |           |           |

| DataEvento                        | Seg 5 ago | Seg 5 ago | Seg 5 ago | Ter 6 ago | Ter 6 ago | Qua 7 ago | Qua 7 ago | Qui 8 ago | Qui 8 ago | Qui 8 ago | Qui 8 ago | Sex 9 ago | Sex 9 ago | Sáb 10 ago | Sáb 10 ago | Dom 11 ago | Dom 11 ago | Dom 11 ago | Dom 11 ago |
|                                   | A         | A         | A         | A         | A         | M         | A         | A         | A         | A         | A         | M         | A         | A          | A          | A          | A          | A          | A          |
| --------------------------------- | --------- | --------- | --------- | --------- | --------- | --------- | --------- | --------- | --------- | --------- | --------- | --------- | --------- | ---------- | ---------- | ---------- | ---------- | ---------- | ---------- |
| Velocidade masculino              |           |           |           |           |           | E         | E         | ¼         | ¼         | ¼         | ¼         | ½         | F         |            |            |            |            |            |            |
| Velocidade por equipes masculino  | E         | E         | E         | ½         | F         |           |           |           |           |           |           |           |           |            |            |            |            |            |            |
| Keirin masculino                  |           |           |           |           |           |           |           |           |           |           |           |           |           | E          |            | ¼          | ¼          | ½          | F          |
| Perseguição por equipes masculino | E         | E         | E         | ½         | ½         |           | F         |           |           |           |           |           |           |            |            |            |            |            |            |
| Omnium masculino                  |           |           |           |           |           |           |           | SR        | TR        | ER        | PR        |           |           |            |            |            |            |            |            |
| Madison masculino                 |           |           |           |           |           |           |           |           |           |           |           |           |           | F          | F          |            |            |            |            |
| Velocidade feminino               |           |           |           |           |           |           |           |           |           |           |           | E         | E         | E          | ¼          | ½          | ½          | F          | F          |
| Velocidade por equipes feminino   | E         | ½         | F         |           |           |           |           |           |           |           |           |           |           |            |            |            |            |            |            |
| Keirin feminino                   |           |           |           |           |           | E         |           | ¼         | ¼         | ½         | F         |           |           |            |            |            |            |            |            |
| Perseguição por equipes feminino  |           |           |           | E         | E         | ½         | F         |           |           |           |           |           |           |            |            |            |            |            |            |
| Omnium feminino                   |           |           |           |           |           |           |           |           |           |           |           |           |           |            |            | SR         | TR         | ER         | PR         |
| Madison feminino                  |           |           |           |           |           |           |           |           |           |           |           | F         | F         |            |            |            |            |            |            |

## Nações participantes
Ao todo, 77 CONs enviaram seus ciclistas qualificados, além da equipe de Atletas Individuais Neutros. Entre parênteses encontra-se representada a quantidade de competidores.
- AFG Afeganistão (2)
- RSA África do Sul (8)
- GER Alemanha (30)
- ALG Argélia (2)
- ARG Argentina (3)
- ARU Aruba (1)
- AIN Atletas Individuais Neutros (4)
- AUS Austrália (28)
- AUT Áustria (10)
- BEL Bélgica (23)
- BRA Brasil (6)
- BUR Burquina Fasso (1)
- CAN Canadá (26)
- KAZ Cazaquistão (3)
- CZE Chéquia (7)
- CHI Chile (4)
- CHN China (15)
- CYP Chipre (1)
- COL Colômbia (15)
- KOR Coreia do Sul (2)
- CRC Costa Rica (1)
- CRO Croácia (1)
- CUB Cuba (1)
- DEN Dinamarca (20)
- EGY Egito (2)
- UAE Emirados Árabes Unidos (1)
- ECU Equador (2)
- EOR Equipe Olímpica de Refugiados (2)
- ERI Eritreia (1)
- SVK Eslováquia (2)
- SLO Eslovênia (7)
- ESP Espanha (9)
- USA Estados Unidos (26)
- EST Estônia (1)
- FIN Finlândia (2)
- FRA França (33)
- GBR Grã-Bretanha (35)
- GRE Grécia (1)
- HKG Hong Kong (3)
- HUN Hungria (3)
- INA Indonésia (1)
- IRI Irã (1)
- IRL Irlanda (8)
- ISR Israel (4)
- ITA Itália (27)
- JPN Japão (20)
- LAT Letônia (6)
- LIE Liechtenstein (1)
- LTU Lituânia (3)
- LUX Luxemburgo (2)
- MAS Malásia (4)
- MAR Marrocos (2)
- MRI Maurício (3)
- MEX México (8)
- MGL Mongólia (1)
- NAM Namíbia (2)
- NGR Nigéria (2)
- NOR Noruega (6)
- NZL Nova Zelândia (23)
- NED Países Baixos (26)
- PAN Panamá (1)
- POL Polônia (16)
- POR Portugal (8)
- ROU Romênia (1)
- RWA Ruanda (3)
- SRB Sérvia (2)
- SUI Suíça (20)
- SWE Suécia (3)
- SUR Suriname (1)
- THA Tailândia (4)
- TTO Trinidad e Tobago (2)
- TUR Turquia (1)
- UKR Ucrânia (4)
- UGA Uganda (1)
- URU Uruguai (1)
- UZB Uzbequistão (3)
- VEN Venezuela (1)
- VIE Vietnã (1)

## Medalhistas

### Ciclismo de estrada
Masculino
| Evento                      | Ouro                        | Prata                       | Bronze                        |
| --------------------------- | --------------------------- | --------------------------- | ----------------------------- |
| Corrida em estrada detalhes | Remco Evenepoel BEL Bélgica | Valentin Madouas FRA França | Christophe Laporte FRA França |
| Contra o relógio detalhes   | Remco Evenepoel BEL Bélgica | Filippo Ganna ITA Itália    | Wout van Aert BEL Bélgica     |

Feminino
| Evento                      | Ouro                                | Prata                           | Bronze                          |
| --------------------------- | ----------------------------------- | ------------------------------- | ------------------------------- |
| Corrida em estrada detalhes | Kristen Faulkner USA Estados Unidos | Marianne Vos NED Países Baixos  | Lotte Kopecky BEL Bélgica       |
| Contra o relógio detalhes   | Grace Brown AUS Austrália           | Anna Henderson GBR Grã-Bretanha | Chloé Dygert USA Estados Unidos |

### Ciclismo de pista
Masculino
| Evento                           | Ouro                                                                  | Prata                                                                                 | Bronze                                                                  |
| -------------------------------- | --------------------------------------------------------------------- | ------------------------------------------------------------------------------------- | ----------------------------------------------------------------------- |
| Velocidade individual detalhes   | Harrie Lavreysen NED Países Baixos                                    | Matthew Richardson AUS Austrália                                                      | Jack Carlin GBR Grã-Bretanha                                            |
| Velocidade por equipes detalhes  | Roy van den Berg Harrie Lavreysen Jeffrey Hoogland NED Países Baixos  | Ed Lowe Hamish Turnbull Jack Carlin GBR Grã-Bretanha                                  | Leigh Hoffman Matthew Richardson Matthew Glaetzer AUS Austrália         |
| Keirin detalhes                  | Harrie Lavreysen NED Países Baixos                                    | Matthew Richardson AUS Austrália                                                      | Matthew Glaetzer AUS Austrália                                          |
| Madison detalhes                 | Iúri Leitão Rui Oliveira POR Portugal                                 | Simone Consonni Elia Viviani ITA Itália                                               | Niklas Larsen Michael Mørkøv DEN Dinamarca                              |
| Omnium detalhes                  | Benjamin Thomas FRA França                                            | Iúri Leitão POR Portugal                                                              | Fabio Van den Bossche BEL Bélgica                                       |
| Perseguição por equipes detalhes | Oliver Bleddyn Sam Welsford Conor Leahy Kelland O'Brien AUS Austrália | Ethan Hayter Daniel Bigham Charlie Tanfield Ethan Vernon Oliver Wood GBR Grã-Bretanha | Simone Consonni Filippo Ganna Francesco Lamon Jonathan Milan ITA Itália |

Feminino
| Evento                           | Ouro                                                                            | Prata                                                                       | Bronze                                                                  |
| -------------------------------- | ------------------------------------------------------------------------------- | --------------------------------------------------------------------------- | ----------------------------------------------------------------------- |
| Velocidade individual detalhes   | Ellesse Andrews NZL Nova Zelândia                                               | Lea Friedrich GER Alemanha                                                  | Emma Finucane GBR Grã-Bretanha                                          |
| Velocidade por equipes detalhes  | Katy Marchant Sophie Capewell Emma Finucane GBR Grã-Bretanha                    | Rebecca Petch Shaane Fulton Ellesse Andrews NZL Nova Zelândia               | Pauline Grabosch Emma Hinze Lea Friedrich GER Alemanha                  |
| Keirin detalhes                  | Ellesse Andrews NZL Nova Zelândia                                               | Hetty van de Wouw NED Países Baixos                                         | Emma Finucane GBR Grã-Bretanha                                          |
| Madison detalhes                 | Chiara Consonni Vittoria Guazzini ITA Itália                                    | Elinor Barker Neah Evans GBR Grã-Bretanha                                   | Maike van der Duin Lisa van Belle NED Países Baixos                     |
| Omnium detalhes                  | Jennifer Valente USA Estados Unidos                                             | Daria Pikulik POL Polônia                                                   | Ally Wollaston NZL Nova Zelândia                                        |
| Perseguição por equipes detalhes | Jennifer Valente Lily Williams Chloé Dygert Kristen Faulkner USA Estados Unidos | Ally Wollaston Bryony Botha Emily Shearman Nicole Shields NZL Nova Zelândia | Elinor Barker Josie Knight Anna Morris Jessica Roberts GBR Grã-Bretanha |

### Mountain bike
Masculino
| Evento                 | Ouro                         | Prata                      | Bronze                          |
| ---------------------- | ---------------------------- | -------------------------- | ------------------------------- |
| Cross-country detalhes | Tom Pidcock GBR Grã-Bretanha | Victor Koretzky FRA França | Alan Hatherly RSA África do Sul |

Feminino
| Evento                 | Ouro                              | Prata                           | Bronze                    |
| ---------------------- | --------------------------------- | ------------------------------- | ------------------------- |
| Cross-country detalhes | Pauline Ferrand-Prévot FRA França | Haley Batten USA Estados Unidos | Jenny Rissveds SWE Suécia |

### BMX
Masculino
| Evento                | Ouro                          | Prata                          | Bronze                      |
| --------------------- | ----------------------------- | ------------------------------ | --------------------------- |
| Corrida detalhes      | Joris Daudet FRA França       | Sylvain André FRA França       | Romain Mahieu FRA França    |
| Estilo livre detalhes | José Torres Gil ARG Argentina | Kieran Reilly GBR Grã-Bretanha | Anthony Jeanjean FRA França |

Feminino
| Evento                | Ouro                          | Prata                             | Bronze                      |
| --------------------- | ----------------------------- | --------------------------------- | --------------------------- |
| Corrida detalhes      | Saya Sakakibara AUS Austrália | Manon Veenstra NED Países Baixos  | Zoé Claessens SUI Suíça     |
| Estilo livre detalhes | Deng Yawen CHN China          | Perris Benegas USA Estados Unidos | Natalya Diehm AUS Austrália |

## Quadro de medalhas

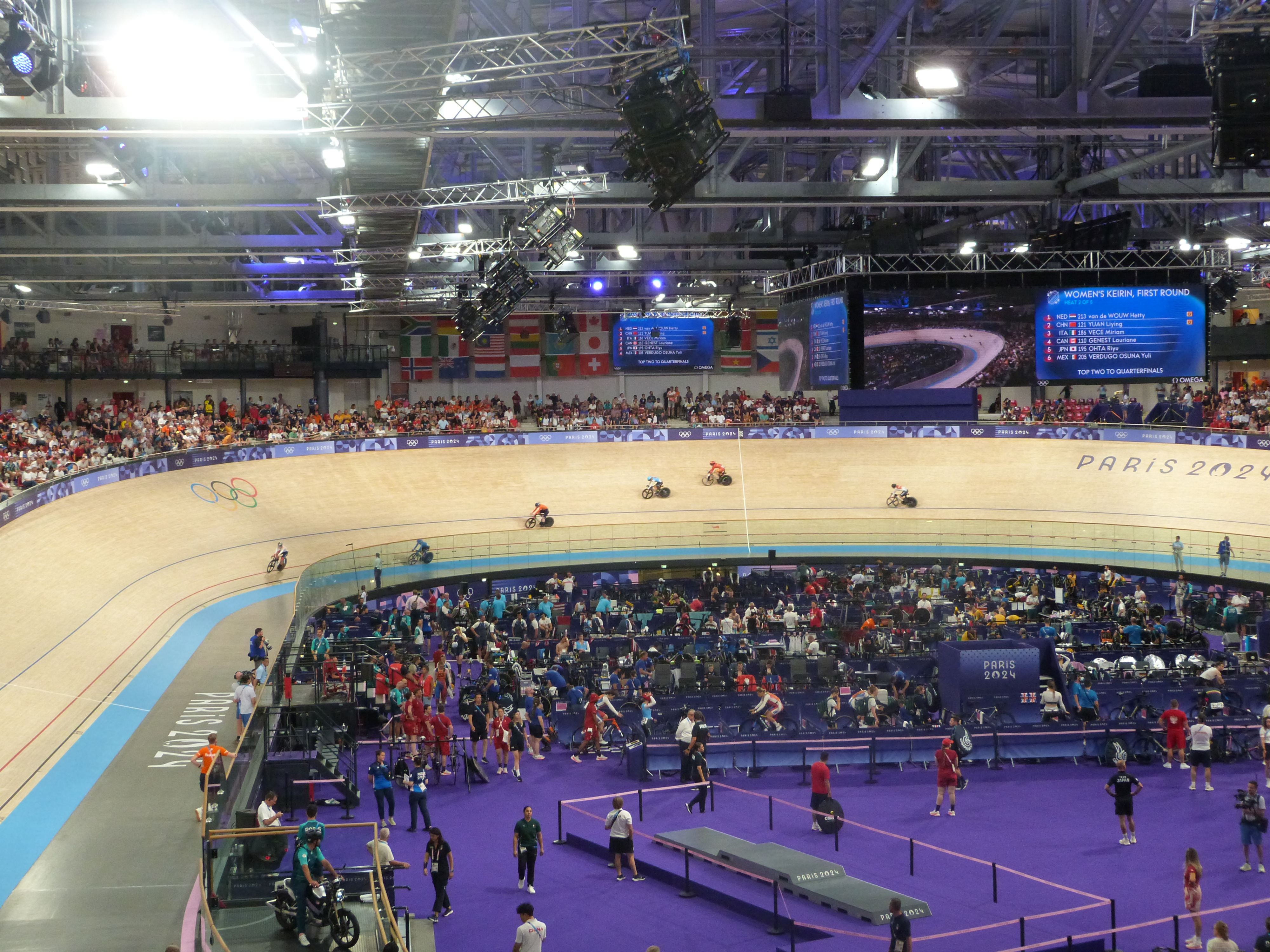
Velódromo de Saint-Quentin-en-Yvelines durante as disputas do keirin feminino

| Ordem | País               | Medalha de ouro | Medalha de prata | Medalha de bronze |    | Ordem por total |
| ----- | ------------------ | --------------- | ---------------- | ----------------- | -- | --------------- |
| 1     | FRA França         | 3               | 3                | 3                 | 9  | 2               |
| 2     | NED Países Baixos  | 3               | 3                | 1                 | 7  | 4               |
| 3     | AUS Austrália      | 3               | 2                | 3                 | 8  | 3               |
| 4     | USA Estados Unidos | 3               | 2                | 1                 | 6  | 5               |
| 5     | GBR Grã-Bretanha   | 2               | 5                | 4                 | 11 | 1               |
| 6     | NZL Nova Zelândia  | 2               | 2                | 1                 | 5  | 6               |
| 7     | BEL Bélgica        | 2               |                  | 3                 | 5  | 6               |
| 8     | ITA Itália         | 1               | 2                | 1                 | 4  | 8               |
| 9     | POR Portugal       | 1               | 1                |                   | 2  | 9               |
| 10    | ARG Argentina      | 1               |                  |                   | 1  | 11              |
|       | CHN China          | 1               |                  |                   | 1  | 11              |
| 12    | GER Alemanha       |                 | 1                | 1                 | 2  | 9               |
| 13    | POL Polônia        |                 | 1                |                   | 1  | 11              |
| 14    | RSA África do Sul  |                 |                  | 1                 | 1  | 11              |
|       | DEN Dinamarca      |                 |                  | 1                 | 1  | 11              |
|       | SWE Suécia         |                 |                  | 1                 | 1  | 11              |
|       | SUI Suíça          |                 |                  | 1                 | 1  | 11              |
| TOTAL | TOTAL              | 22              | 22               | 22                | 66 | —               |